# MTFMT
MTFMT‏ (Mitochondrial methionyl-tRNA formyltransferase) هوَ بروتين يُشَفر بواسطة جين MTFMT في الإنسان.